# Григорий Пинайчев
Григорий Маркович Пинайчев (на руски: Григорий Маркович Пинаичев) (3 февруари * (22 януари) 1913, Муратово – 26 юли 1988, Москва) е съветски футболист (десен защитник) и треньор. Майстор на спорта. Заслужил треньор на СССР (1957). Носител на купата на България с отбора на ЦСКА София.

## Биография
Роден е през 1913 г. в Мурагово, Калужка Губерня. Висок е 170 cm и тежи 71 kg. Има висше образование по специалността инженер – механик. Награждаван е със значка ГТО (готов за труд и отбрана), първа степен. Бил е кандидат-член на ВКП (б).
Умира на 26 юли 1988 г. в Москва.

## Кариера

### Като футболист
Започва кариерата си през 1931 г. във втория отбор на Трьохгорка (Москва) на едноименната фабрика. Като юноша играе на поста централен нападател, след което се преквалифицира в полузащитник и десен защитник. През сезон 1936 е в първия тим на Трьохгорка. През 1937 играе в Красное знамя (Москва), а през 1938 г. преминава в БВО. От есента на 1938 г. е част от ЦДКА (Москва). За „армейците“ записва 44 мача, 41 от които в шампионата на СССР и 3 в шампионата на Москва. Най-големият му успех в тима е 3-то място в съветската Висша лига и победа в московското първенство, провеждащо се по време на Втората световна война. Слага край на кариерата си през 1944 г.

### Като треньор
През 1954 г. поема реорганизирания отбор ЦДСА Москва. Пинаичев води тима 4 години и печели Купата на СССР през 1955 г. В първенството тимът не може да се пребори с градските съперници Спартак и Динамо и остава на трето място през 1955 и 1956 г. По спомените на клубния лекар Олег Белаковский Пинайчев като треньор е добър психолог, разчитащ на тежките тренировки и ефективността на тренировъчния процес. През 1957 г. е уволнен, след като ЦДСА заема 5-о място в първенството.
В периода 1956 – 1957 за кратки периоди е наставник на сборния отбор на Москва, както и на дублиращия национален отбор на СССР.
През 1960 г. се завръща начело на армейския тим, носещ вече името ЦСКА, но без особен успех.
През 1964 г. става треньор на българския ЦСКА „Червено знаме“, заменяйки на поста Крум Милев. В първенството „армейците“ заемат 4-то място, което разочарова ръководството. Пинайчев извежда тима до триумф в Купата на съветската армия след победа срещу Левски с 3:2 на финала. Руснакът води ЦСКА в турнира КНК, където армейците са отстранени от Борусия (Дортмунд). През декември 1965 г. напуска тима.
През 1968 г. води тима на СКА Ростов. От 1970 до 1974 г. е началник на отдела за футболни клубове при футболната секция на Спорткомитета на СССР.